# Èxode Jujeny

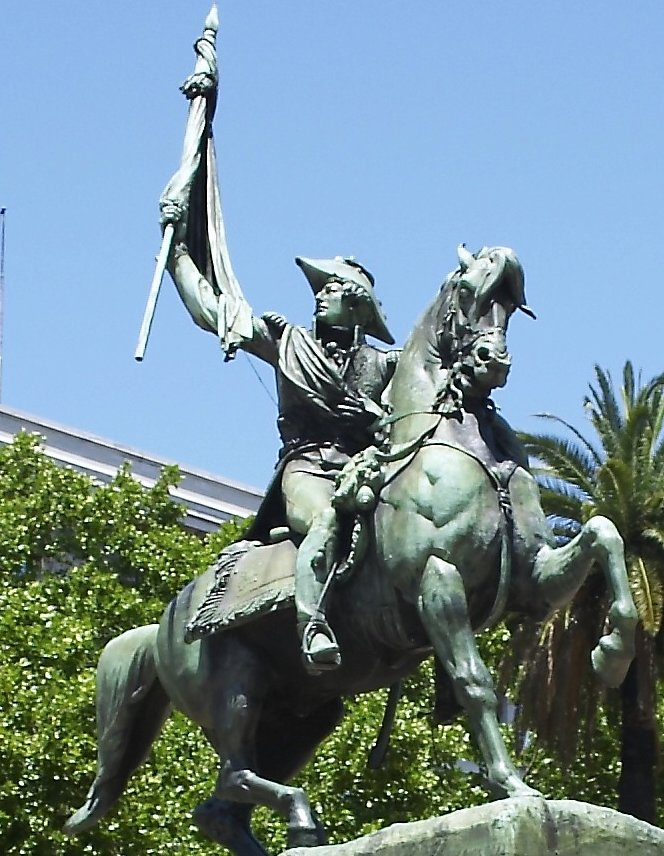
Estàtua eqüestre de Manuel Belgrano

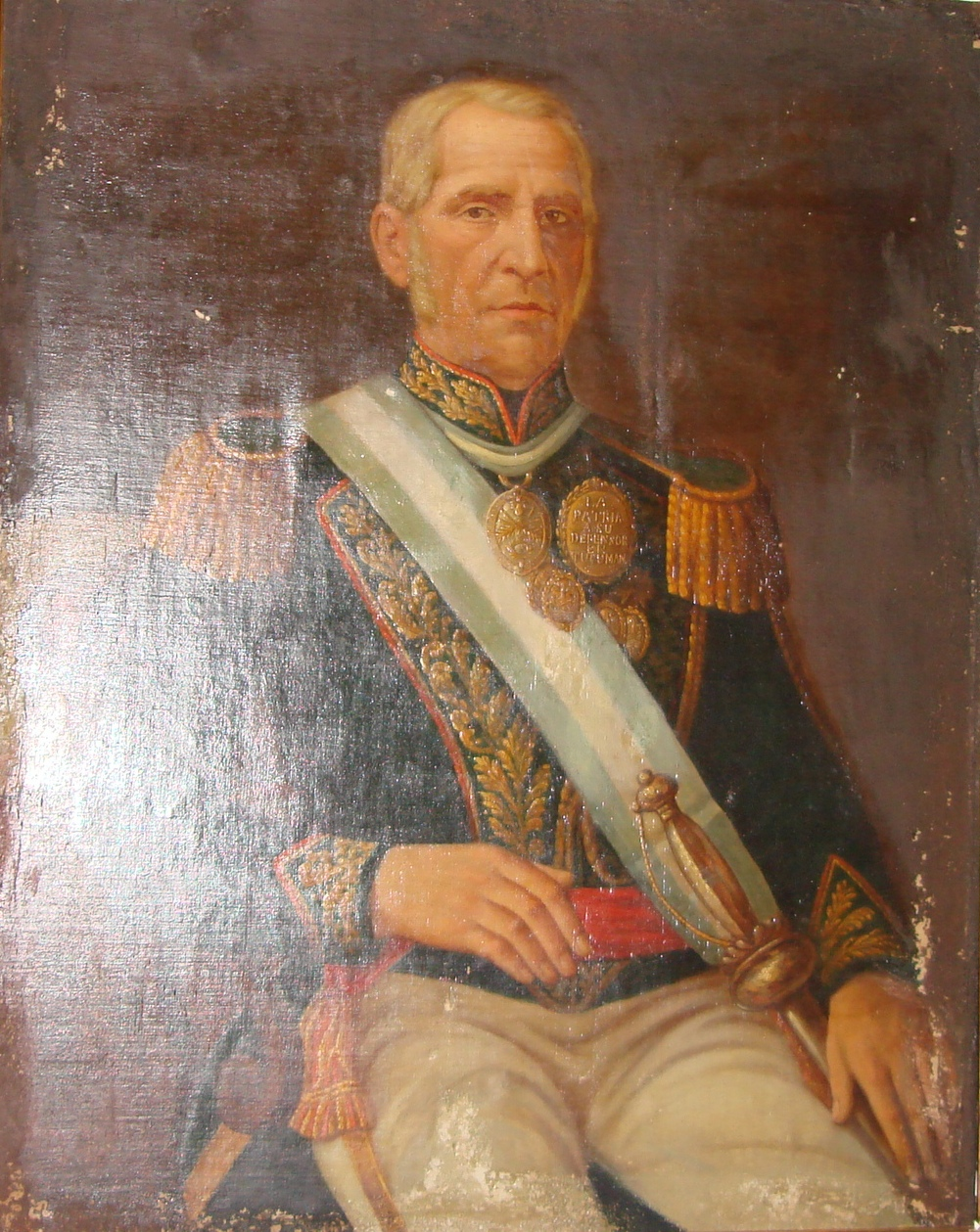
Oli d'Eustoquio Díaz Vélez

L'èxode Jujeny va ser la retirada cap Tucumán que, complint parcialment l'ordre d'evacuació fins a Córdoba impartida pel Primer Triumvirat de les Províncies Unides del Riu de la Plata, va emprendre el 23 d'agost del 1812 l'Exèrcit del Nord, comandat pel general Manuel Belgrano, i la població de San Salvador de Jujuy, que va abandonar completament la ciutat i els seus camps, com a resposta estratègica davant l'avanç del Exèrcit Reialista provinent des de l'Alt Perú. La rereguarda va ser protegida pel major general Eustoquio Díaz Vélez, resistint l'assetjament enemic. El rigor de la mesura va haver de complementar-se amb l'amenaça d'afusellar als que no complissin l'ordre.

## Antecedents
Manuel Belgrano, advocat i un dels principals impulsors de la Revolució de Maig, estava complint la missió de fortificar els barrancs del Riu Paraná a Rosario, per repel·lir els atacs que els realistes efectuaven sobre la costa del mateix des de la ciutat de Montevideo. En aquella ocasió s'havia creat l'actual Bandera Argentina. Estant a Rosario, el 27 de febrer del 1812 se li va ordenar fer-se càrrec de l'Exèrcit del Nord.
Belgrano va arribar el 26 de març del 1812 a la Posta de Yatasto, on l'esperava el general Juan Martín de Pueyrredón. Aquest li va lliurar oficialment, l'endemà, la prefectura del derrotat Exèrcit del Nord de les Províncies Unides del Riu de la Plata, i posteriorment va tornar a Buenos Aires per reemplaçar Juan José Paso al Primer Triumvirat.
Belgrano va establir la seva caserna general a la ciutat de San Salvador de Jujuy, situada a la desembocadura meridional del Congost de Humahuaca, ruta principal de les invasions des del nord. El seu objectiu era rearmar l'exèrcit que es trobava destrossat. Assabentat de l'avanç del nombrós exèrcit realista, Belgrano va reclamar al govern de Buenos Aires reforços per a la resistència. Però no va obtenir els auxilis, pel fet que les autoritats estaven abocades principalment a vèncer als realistes fortificats a Montevideo.

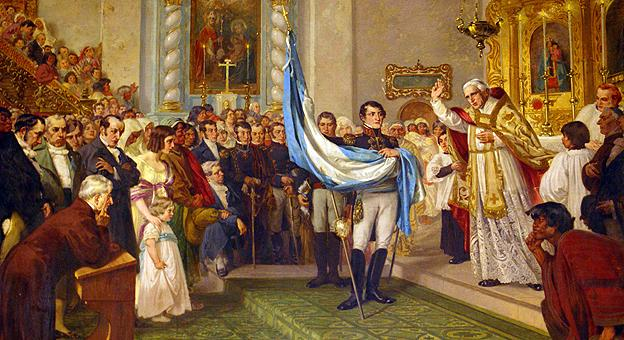
Benedicció de la Bandera Argentina pel canonge Juan Ignacio Gorriti a la Catedral de San Salvador de Jujuy, sostinguda per Manuel Belgrano.

En aquells dies van arribar fins a la zona les forces patriotes retirades de l'Alt Perú després de la derrota soferta a la batalla d'Huaqui. Eren al voltant de vuit-cents soldats, sense armes ni recursos, mig nus, afectats pel paludisme i completament desmoralitzats. Belgrano havia de reorganitzar-los, rearmar-los, restablir la disciplina i donar ànims a la població. Per a això es va tornar rigorós i inflexible amb els seus subordinats. Va crear diverses companyies, com la de guies, la de baqueans, la de caçadors i el cos de castes. Va recompondre la moral de les tropes, que van ascendir a mil cinc-cents homes. A finals de juliol va rebre quatre-cents fusells, que li van ser de gran utilitat per a completar l'armament.
Per augmentar el fervor patriòtic del poble, i en commemoració del segon aniversari de la revolució, el 25 de maig va fer beneir la Bandera Argentina a la Catedral, pel canonge Juan Ignacio Gorriti. Ignorava que la mateixa havia estat rebutjada pel Primer Triumvirat, ja que l'ús d'una bandera pròpia era un clar signe d'independència per als triumvirs, que encara no desitjaven abandonar la ficció que el nou país encara depenia del Rei d'Espanya.
En lloc d'enviar reforços per atendre el front nord, el Triumvirat, a través del seu ministre Bernardino Rivadavia, va ordenar la retirada de l'Exèrcit del Nord fins a la ciutat de Còrdoba. El dia 27 de maig, el coronel Belgrano va ser ascendit al grau de general.
El govern considerava impossible resistir a l'exèrcit del brigadier Juan Pío Tristán, que avançava des de l'Alt Perú després d'haver rebut reforços a Suipacha, que elevaven la seva dotació a quatre mil homes. La intenció del Triumvirat era retrocedir fins a Còrdoba, on a les tropes de Belgrano s'unirien forces procedents de la regió del Riu de la Plata. Belgrano escrivia:
| « | ... m'és molt dolorós, que quan els nostres germans del Perú estan sacrificant, esperançats amb nosaltres, i amb només la súplica que entretinguem a l'enemic amb la nostra presència, deixant-los a ells la seva destrucció, no pugui accedir-hi per una falta ... em bull la sang en observar tant obstacle, tantes dificultats, que es vencerien ràpidament si hagués una mica d'interès per la Pàtria. | » |

Ni tan sols la crida a les armes de tots els ciutadans entre 16 i 35 anys, i la formació d'un cos irregular de cavalleria, els Patriotes Decidits a les ordres d'Eustoquio Díaz Vélez, permetien a Belgrano oposar totalment resistència.
Díaz Vélez es va oferir per donar suport a la revolució que havia esclatat a la ciutat de Cochabamba, però la falta de tropa suficient va fer esvair el projecte. Sense l'ajuda de les províncies "de baix", la ciutat alt-peruana va ser ocupada pel mariscal de camp dels exèrcits realistes José Manuel de Goyeneche que, igual que el seu cosí i subordinat Tristán, era crioll arequipeny, a finals del mes de juliol, el qual va actuar amb gran rigor contra els partidaris de la revolució, tant espanyols com criolls i indis: va executar presoners, va empresonar a civils, va embargar propietats i va aplicar turments i assots envers els aborígens. Van caure també novament en poder dels espanyols les ciutats de Chuquisaca, Oruro i La Paz.

## L'èxode
L'exèrcit espanyol continuava el seu avanç cap al sud, amb prop de tres mil soldats, comandats per Tristany. Com a resposta, el 29 de juliol del 1812 Belgrano va dictar un bàndol dirigit a tot el poble de Jujuy, disposant la retirada:
| « | Pobles de la Província: Des que vaig posar el peu en el vostre territori per fer-me càrrec de la vostra defensa, en què es troba interessat l'Excel·lentíssim Govern de les Províncies Unides de la República del Riu de la Plata, us he parlat amb veritat. Seguint amb ella us manifesto que les armes d'Abascal al comandament de Goyeneche s'acosten a Suipacha; I el pitjor és que són cridats pels desnaturalitzats que viuen entre vosaltres i que no perden arbitris perquè els nostres sagrats drets de llibertat, propietat i seguretat siguin ultratjats i torneu a l'esclavitud. Ha arribat, doncs, l'època en què manifesteu el vostre heroisme i que vingueu a reunir-vos a l'Exèrcit del meu comandament, si com assegureu voleu ser lliures, portant-nos les armes d'espurna, blanca i municions que tingueu o pugueu adquirir, i donant part a la Justícia dels que les van tenir i romangueren indiferents a vista del risc que us amenaça de perdre no només els vostres drets, sinó les propietats que teniu. Hisendats: apresseu a treure el vostre bestiar boví, cavallas, mules i ovelles que hi hagi en les vostres estades, i al mateix temps els vostres xarquis cap a Tucumán, sense donar-me lloc al fet que prengui providències que us siguin doloroses, declarant-vos a més si no ho féssiu traïdors a la pàtria. Llauradors: assegureu les vostres collites extraient per a aquest punt, en la intel·ligència que no fent-ho incurrireu en igual desgràcia que els anteriors. Comerciants: no perdeu un moment en preparar els vostres efectes i remetre'ls, i igualment quants n'hi ha en el vostre poder de aliena pertinença, doncs no executant-ho patireu les mateixes penes que els altres, i a més seran cremats els efectes que es trobessin, siguin en poder de qui sigui, pertanyin a qui pertanyin. Enteneu tots que a qui es trobés fora de les guàrdies avançades de l'exèrcit en tots els punts en que n'hi ha, o que intenti passar sense el meu passaport serà passat per les armes immediatament, sense cap forma de procés. Que igual pena patirà aquell que per les seves converses o per fets atemptés contra la causa sagrada de la Pàtria, sigui de la classe, estat o condició que sigui. Que els que inspirin desànim estiguin revestits del caràcter que estiguin seran igualment passats per les armes amb només la deposició de dos testimonis. Que s'han de tenir per traïdors a la pàtria tots els que a la meva primera ordre no estiguessin preparats per marxar i no ho facin amb la major escrupolositat, siguin de la classe i condició que siguin. No espero que hi hagi un de sol que em doni lloc per posar en execució les referides penes, ja que els veritables fills de la pàtria em prometo que s'obstinaran a ajudar-me, com a amants de tan digna mare, i els desnaturalitzats obeiran cegament i ocultaran les seves iniqües intencions. Més, si no fos, sapigueu que es van acabar les consideracions de qualsevol espècie que siguin, i que res serà bastant perquè deixi de complir quant deixo disposat. Caserna general de Jujuy 29 de juliol del 1812. Manuel Belgrano. | » |

L'ordre especificava que la retirada havia de deixar només el camp ras enfront de l'enemic, per a no facilitar-li casa, aliment, bestiar, mercaderies ni cosa alguna que li fos útil. Els cultius van ser collits o cremats, les cases destruïdes, i els productes comercials enviats a Tucumán. El rigor de la mesura va haver de complementar-se amb l'amenaça d'afusellar als que no complissin l'ordre.
La població va acatar sense més actes la mesura a partir dels primers dies d'agost, demorant una mica més els veïns benestants, que van requerir de Belgrano carretes per transportar els seus béns.
En l'èxode van participar aproximadament mil cinc-centes persones d'un total d'entre dos mil cinc-centes i tres mil cinc-centes que tenia la ciutat i jurisdicció de Jujuy. El poble jujeny, igual que el de la resta de l'antic Virregnat del Riu de la Plata, estava molt dividit entre els que donaven suport als patriotes partidaris de la Revolució de Maig i els que es mantenien lleials a la continuïtat del sistema virregnal.
Seguint les ordres de Belgrano, els habitants de Jujuy, als quals es van sumar alguns refugiats procedents de Tarija i Chichas, van abandonar les seves llars i van arrasar tot el que deixaven enrere, amb la finalitat de que les forces realistes no poguessin aprofitar cap dels seus béns i deixar-los sense queviures per a les seves tropes. La població va efectuar un llarg trajecte de tres-cents seixanta quilòmetres fins a Tucumán, paral·lelament a l'actual Ruta Nacional 34, prenent pel camí de les Postes.
Els dos-cents homes de les forces irregulars al comandament de Díaz Vélez, encarregats abans d'observar la frontera nord-oest per tenir cura dels moviments de Tristán, van quedar a la rereguarda. La marxa cobriria cinquanta quilòmetres diaris -cinc vegades més del que recomanable- per buscar aixopluc cap a l'oest.
La rereguarda de l'èxode va partir d'Humahuaca el 21 d'agost, i el 23 d'agost ja es trobava als afores de la ciutat de Jujuy. Els realistes van ocupar també Humahuaca.
L'exèrcit patriota finalment va començar també la seva retirada el 23 d'agost, a la tarda; es va clavar el bestiar i es va calar foc a les collites per desproveir a l'enemic. Belgrano va ser l'últim a deixar la ciutat deshabitada, deixant la terra arrasada.
Els realistes van pretendre baixar per la Trencada del Toro per tallar la retirada dels riuplatenses. El brigadier Tristán va enviar les seves avançades a hostilitzar als que es retiraven, dirigits pel coronel Agustín Huici. Aquest va atrapar a la columna sobre el riu de les Pedres, entaulant-el Combat de les Pedres el 3 de setembre del 1812. La ràpida reacció de Díaz Vélez va aconseguir una victòria, aconseguint que el mateix Huici caigués en poder dels independentistes.

## L'èxode s'atura i presenta batalla
L'èxit obtingut al combat de les Pedres per Díaz Vélez va encoratjar a Belgrano a aturar la marxa. Ja des d'abans, Belgrano s'havia adonat que retirant-se fins a Córdoba tot esperant l'ofensiva dels realistes, podria provocar que aquests puguèssin esquivar fàcilment les defenses a Córdoba i avançar directament sobre Buenos Aires.
De manera que, convidat pels tucumans -i comptant amb la col·laboració de la poderosa família Aráoz, emparentada amb el seu segon, Díaz Vélez, i amb el jove tinent Gregorio Aráoz de Lamadrid - i desobeint les ordres impartides des de Buenos Aires de retirar-se fins a la ciutat de Córdoba, es va traslladar cap a San Miguel de Tucuman, on va esperar a l'exèrcit de Tristán.
Va comunicar aquesta decisió al Triumvirat, però Rivadavia li va contestar ordenant-li novament seguir viatge cap a Córdoba. Quan aquesta ordre va arribar, Belgrano ja havia derrotat a Tristán a la batalla de Tucumán -la més important a la Guerra de la Independència Argentina - i havia obligat a les tropes realistes a retrocedir cap al nord. D'aquesta manera, els independentistes van recuperar el control d'aquesta regió, control que es va fer complet amb una segona victòria a la batalla de Salta.
D'altra banda, la victòria de Tucumán va causar la caiguda del Primer Triumvirat i el seu reemplaçament pel Segon Triumvirat, que va donar suport més decididament a l'Exèrcit del Nord sense descuidar Montevideo.
Com a símbol de la pàtria, la mateixa bandera va ser donada pel general Belgrano al Cabildo de Jujuy el 25 de maig del 1813, com a premi i homenatge a aquest poble que el va acompanyar durant l'èxode del 23 d'agost del 1812, i que va possibilitar els triomfs de les Pedres, Tucumán i Salta. La seva tela era de ras, constava de tres draps i portava pintat l'escut de l'Assemblea de l'Any XIII. La seva confecció i pintat es va realitzar a la ciutat de San Salvador de Jujuy.

## Homenatges
L'Èxode Jujeny és recordat amb gran estima pels habitants de Jujuy, que cada 23 d'agost commemoren el mateix. L'acció dels jujenys del 1812 va constituir un gran acte d'heroisme col·lectiu que va permetre les derrotes posteriors dels espanyols.
El 28 d'octubre del 2002 va ser promulgada la Llei 25.664, originada en un projecte presentat al Senat argentí, per la qual es va declarar -en commemoració de la Gesta del "Èxode Jujeny" - a la província de Jujuy com a Capital Honorífica de la Nació Argentina durant el dia 23 d'agost de cada any.
L'any 2012 es van complir dos-cents anys de la gesta, raó per la qual es van dur a terme diversos actes en homenatge al Bicentenari del Èxode Jujeny.